# Dendrobium papyraceum
Dendrobium papyraceum är en orkidéart som beskrevs av Johannes Jacobus Smith. Dendrobium papyraceum ingår i släktet Dendrobium, och familjen orkidéer. Inga underarter finns listade i Catalogue of Life.